# Marc Aureli Vila i Comaposada
Marc Aureli Vila i Comaposada (Barcelona, 17 de gener de 1908 - Barcelona, 4 de juny de 2001) fou un advocat, geògraf i polític.

## Vida
Fill de Pau Vila i Dinarès. Advocat per la Universitat de Barcelona (1934) i mestre per les escoles normals de la Mancomunitat de Catalunya i la Generalitat (1936). Treballà al Consell de Cultura, fou jutge del Tribunal Tutelar de Menors i el 1938 fou auditor de guerra als fronts d'Aragó i de l'Ebre. Militant d'Estat Català, membre fundador d'Esquerra Republicana de Catalunya (1931) i soci fundador de la Societat Catalana de Geografia (1935). El 1939 s'escapà del camp de concentració de Sant Cebrià (Rosselló) i, exiliat primer a Colòmbia, s'establí a Veneçuela, on el 1944-70 fou catedràtic de geografia de la Universitat Central i de la Universitat Catòlica Andrés Bello. Allà començà la seva dedicació a la geografia, amb motiu dels viatges que feia preparant treballs per a la Corporación Venezolana de Fomento. En tornar a Catalunya, continuà publicant sobre temes geohistòrics i fou diputat per ERC al Parlament de Catalunya el 1984-88. El 2000 fou guardonat amb la Medalla d'Or al mèrit científic de l'Ajuntament de Barcelona.

## Obra
Entre les seves obres de tema americà destaquen Geografía de Venezuela, obra descriptiva dels estats d'aquest país en vint-i-quatre volums (1953-67), Zonificación económica de Venezuela (1968), Els caputxins catalans a Veneçuela (1969) i Geoeconomía de Venezuela (1970-77), en tres volums. De tema català són nombrosos opuscles, estudis i llibres, com ara La vida i l'economia de Catalunya (1983), Els municipis de Catalunya (1983), Les comarques de Catalunya (1983), La comarca de l'Alta Ribagorça (1990) i Aportació a la terminologia geogràfica catalana (1998), a més de les memòries Temps viscut (1908-1978) (1989).

## Fons personal
El seu fons personal es conserva a l'Arxiu Nacional de Catalunya. El fons conté documentació generada i rebuda per Marc Aureli Vila entre la que la que destaca especialment, pel seu interès i volum, la correspondència (amb cartes del president Josep Tarradellas i d'altres personalitats i institucions a l'exili) i altra la documentació produïda en funció de la seva activitat política com a delegat de la Generalitat de Catalunya a Veneçuela (informes, dossiers, manifestos, discursos, entrevistes). També destaca la documentació reunida en funció de les activitats socials, culturals i acadèmiques del productor del fons, com ara la relacionada amb el Centre Català de Caracas, la Fundació Artur Martorell, i especialment la seva obra original manuscrita, mecanografiada i publicada. A més, el fons conserva documentació personal, publicacions i reculls de premsa i objectes rebuts en el curs de diversos homenatges.